# Indasclera nakanei
Indasclera nakanei es una especie de coleóptero de la familia Oedemeridae.

## Distribución geográfica
Habita en Japón.